# IC 2290
IC 2290 ist eine Balken-Spiralgalaxie vom Hubble-Typ SBc im Sternbild Krebs auf der Ekliptik. Sie ist schätzungsweise 250 Millionen Lichtjahre von der Milchstraße entfernt.
Das Objekt wurde am 13. Februar 1901 von Max Wolf entdeckt.